# Orsara di Puglia
Orsara di Puglia é uma comuna italiana da região da Puglia, província de Foggia, com cerca de 3.268 habitantes. Estende-se por uma área de 82 km², tendo uma densidade populacional de 40 hab/km². Faz fronteira com Bovino, Castelluccio dei Sauri, Celle di San Vito, Faeto, Greci (AV), Montaguto (AV), Panni, Troia.
Pertence à rede das Cidades Cittaslow.

## Demografia
| Variação demográfica do município entre 1861 e 2011                               |
|                                                                                   |
| Fonte: Istituto Nazionale di Statistica (ISTAT) - Elaboração gráfica da Wikipedia |